# Richard I van Normandië
Richard I van Normandië (28 augustus 933 – Fécamp, 20 november 996), ook Richard zonder Vrees (Frans: Richard Sans Peur) genoemd, was de derde hertog van Normandië, van 942 tot 996.

## Jeugd en herovering van Normandië
Richard was een zoon van Willem I van Normandië en diens vrouw Sprota. Zijn grootvader Rollo was de eerste heerser van Normandië. Toen zijn vader stierf in 942 was Richard te jong om hem op te volgen. Koning Lodewijk IV van Frankrijk veroverde Normandië en Richard werd overgebracht naar Laon, zogenaamd voor zijn opvoeding. Met hulp van Osmund van Centeville, Bernard van Senlis (een vriend van Rollo), Ivo van Bellême en Bernard de Deen, wist Richard echter te ontsnappen. Ondertussen benoemde Lodewijk in 943 Herluinus II van Ponthieu, graaf van Montreuil (Pas-de-Calais) tot gouverneur van Normandië. Zelf bezette Lodewijk de Normandische gebieden ten noorden van de Seine. Hugo de Grote maakte gebruik van de situatie en bezette Gacé, Évreux en belegerde Bayeux. Normandisch verzet met hulp van Vikingen had nog weinig effect. In 945 wist Bernard de Deen echter Lodewijk en Hugo de Grote tegen elkaar uit te spelen: hij beloofde Lodewijk de volledige onderwerping van Normandië en beloofde tegelijk aan Hugo de Normandische hulp tegen Lodewijk. Hugo liet zich overhalen om acties tegen Lodewijk te beginnen. Tegelijk viel een nieuwe hulptroep van Vikingen Normandië binnen. Lodewijk viel aan, zonder steun van Hugo, en werd op 13 juli 945 verslagen bij de rivier de Dives. De Normandiërs wisten Lodewijk IV gevangen te nemen en droegen hem over aan Hugo de Grote, Herluinus van Ponthieu werd in de veldslag gedood. Na de veldslag wist Richard de rijksgroten over te halen om zijn bestuur en de zelfstandigheid van Normandië te erkennen. 
In 946 viel Lodewijk opnieuw Richard aan, met hulp van Otto I de Grote, Arnulf I van Vlaanderen, Koenraad van Bourgondië en Alain of Alan II van Bretagne. Het bondgenootschap belegerde Richard in Rouen. De Normandiërs verdedigden zich fel en Richards agenten probeerden met valse geruchten verdeeldheid te zaaien onder de aanvallers. Daardoor trok eerst Arnulf en daarna ook Otto zich terug van het beleg, en moesten Lodewijk en zijn resterende bondgenoten zich ook terugtrekken. Bij hun terugtocht werden ze tot aan Amiens aangevallen door kleine Normandische eenheden. Met hulp van Harald I van Denemarken wist Richard in 947 Normandië definitief onder zijn gezag te brengen. Hij sloot een bondgenootschap met Hugo de Grote en verloofde zich met diens dochter Emma.

## Bestuur
Richard was een belangrijke figuur in de transformatie van een militaire nederzetting van Vikingen naar Normandiërs en een Franse feodale staat. Hij sprak zowel Oudnoords als Langues d'oïl een voorloper van het Oudfrans. Richard introduceerde het feodale systeem in Normandië en kon daardoor zijn leger reorganiseren op basis van zware cavalerie. Hij bevorderde het christendom dat zo de overheersende godsdienst in Normandië werd. Richard zorgde ervoor dat de abdijen van Fontenelle en Mont Saint-Michel weer gingen functioneren en herstelde het gezag van de bisschoppen in Normandië. Hij bouwde een grafelijke residentie in Fécamp en liet de kerk daar herstellen, om als zijn familiekerk te dienen. Richard gaf opdracht om een geschiedenis van Normandië te schrijven.
Ook politiek is de transformatie zichtbaar. Waar zijn politiek eerst sterk op andere Vikingen was gericht, werd Richard steeds meer een volwaardige speler in de feodale politiek van Frankrijk. Ook ontwikkelde hij goede betrekkingen met Engeland.

## Politiek en oorlog
Richard steunde Hugo in 948 bij het beleg van Soissons. Na het overlijden van Hugo de Grote werd hij enige tijd voogd van Hugo Capet en in 960 trouwde hij met Emma Capet, de zuster van Hugo. Emma overleed echter al in 966, kinderloos. 
In 961 probeerde Theobald I van Blois te profiteren van de zwakke positie van Hugo Capet door de macht in Bretagne, en de graafschappen Chartres en Châteaudun te verwerven. Hij sloot een verbond met koning Lotharius van Frankrijk, en diens moeder Gerberga van Saksen en haar broer hertog Bruno van Lotharingen, tegen Normandië. De Normandiërs probeerden op de landdag te Soissons dit verbond uit elkaar te spelen, maar zonder succes. De koning en Theobald veroverden Évreux. In 962 viel Theobald Rouen aan maar werd buiten de stad door Richard verslagen. In de volgende jaren nodigde Richard Vikingbendes uit om de gebieden van zijn tegenstanders te plunderen, zo werd o.a. Chartres afgebrand. Uiteindelijk trok Theobald zich terug uit Évreux en werd vrede gesloten. Lothar en Richard sloten in 965 vrede aan de rivier de Epte. Lothar erkende de zelfstandighe positie van Normandië als feodaal vorstendom. Tevreden noemde Richard zichzelf in 966 hertog ("marchio") van Normandië. 
Richard erkende in 968 Hugo Capet als zijn leenheer en wordt een van de belangrijkste krachten achter zijn verkiezing tot koning, die uiteindelijk pas bijna twintig jaar later zou plaatsvinden. Gesteund door Hugo voerde Richard nog aanvallen op Vlaanderen en Vermandois uit. Ook had Richard een conflict met Æthelred II van Engeland omdat de buit van Vikingplundertochten in Engeland op grote schaal in Normandië werd opgekocht. Door bemiddeling van de pauselijk legaat werd in 991 ternauwernood een oorlog tussen Normandië en Engeland voorkomen. Op 1 maart 991 werd een verdrag gesloten waarin werd beloofd dat ze elkaars vijanden niet zouden ondersteunen. Dit betekende vooral dat beide landen niet zouden toestaan dat Vikingen hun havens gebruikten als uitvalsbasis tegen elkaar, of als toevluchtsoord. Het verdrag leidde ook tot een toename in de handel tussen beide staten, en tot het huwelijk van Richards dochter Emma met Æthelred. 
In 992 sloot Richard een bondgenootschap met hertog Conan I van Bretagne (bezegeld met een dubbelhuwelijk van hun kinderen) en Odo I van Blois (die eerder nog Dreux had verworven ten koste van Richard), tegen Fulco III van Anjou (die juist altijd een bondgenoot van Richard was geweest). De reden van deze wisseling was dat Fulco steeds machtiger werd en steeds meer bezittingen en invloed verwierf in Bretagne en in de grensstreken met zowel Normandie als Bois. Op 27 juni 992 wist Fulco echter met hulp van de graaf van Nantes, het bondgenootschap te verslaan waarbij Conan werd gedood.

## Familie en nakomelingen
Richard was in zijn eerste huwelijk (960) getrouwd met Emma, dit huwelijk bleef kinderloos. 
Onder de more danico (gewoonterecht van de Vikingen waardoor een man met meerdere vrouwen tegelijk getrouwd kon zijn) had Richard ook een relatie met Gunnora, een vrouw van Viking-afkomst. Zij hadden de volgende kinderen:
- Richard II van Normandië
- Robert de Deen
- Mauger (ovl. ca. 1035), graaf van Mortain en Corbeil (door de rechten van zijn vrouw)
- een onbekende zoon
- Emma van Normandië, koningin van Engeland door haar huwelijken met Ethelred II en Knoet de Grote
- Havise (ook Hedwige genoemd, ovl. 21 februari 1034), gehuwd met Godfried I van Bretagne
- Mathilde (ovl. ca. 1004), getrouwd met Odo II van Blois

De more danico werd natuurlijk niet door de kerk erkend en als een heidense polygamie beschouwd. Richard en Gunnora zijn voor de kerk getrouwd om de benoeming (989) van hun zoon Robert tot aartsbisschop van Rouen mogelijk te maken. Bij die gelegenheid werden hun kinderen ge-echt.
Naast Gunnora had Richard nog een of meer andere vrouwen, die echter niet bekend zijn. Bij hen had Richard de volgende kinderen:
- Godfried van Brionne (ca. 953 - ca. 1015)
- Willem I van Eu, (978 - 1057)
- Robert van Avranches
- Beatrix (ovl. 18 januari 1035), gehuwd met Ebles, burggraaf van Turenne. Volgens een legende heeft ze in de omgeving van Turenne op wonderlijke wijze een groep pelgrims bevrijd. Beatrix en Ebles scheidden en Beatrix werd abdis van de abdij van Montivilliers.
- onbekende dochter, gehuwd met Gilbert, lekenabt van Saint-Valery-en-Caux